# Stylophora
Stylophora é um grupo basal de equinodermos extintos, possivelmente polifilético, compreendendo os cornutos e mitratos. É sinônimo de subfilo Calcichordata.